# Aline Fanju
Aline Fanju (Ribeirão Preto, 14 de agosto de 1979) é uma atriz brasileira.

## Biografia
Nasceu em Ribeirão Preto, interior de São Paulo, em 14 de agosto de 1979. Com apenas 17 anos, foi morar no Rio de Janeiro para estudar teatro, formando-se na Casa das Artes de Laranjeiras. Também teve aulas com Fátima Toledo, e participa da Oficina de Atores da Rede Globo. Trabalhou em montagens teatrais e atua em alguns curtas-metragens. 
Em 2009, destaca-se na montagem de Pão com Mortadela, adaptação da obra de Charles Bukowski feita por Sacha Bali e João Fonseca. No ano seguinte, apresenta o programa Bem Simples, no canal pago Fox Life. Em 2012, estreia no cinema, no longa A Novela das Oito, de Odilon Rocha. Em 2017, participa do elenco de O Crime da Gávea, baseado no livro de Marcílio Moraes, com direção de André Warwar.
Na televisão, atua nas novelas Paraíso Tropical e Viver a Vida e nos seriados Sítio do Picapau Amarelo e Faça sua História, todos na Rede Globo. Em 2011, transfere-se para a Rede Record, onde atua na novela Vidas em Jogo.
Em sua volta na Rede Globo, faz sucesso como a cômica Rafaela, de Em Família, atuando ao lado de Vivianne Pasmanter. Em 2015, tem destaque na novela das sete Totalmente Demais, também da Rede Globo, como a espevitada Maristela, onde se envolve num triângulo amoroso ao lado de Aílton Graça e Malu Galli. Em 2017, participou da novela juvenil Malhação: Viva a Diferença, de Cao Hamburger, onde viveu Josefina, par do cantor Roney Romano e mãe de Julinho e Benê, uma das protagonistas da novela.
Papéis de destaque: Rafaela em Em Família, Maristela em Totalmente Demais e Josefina em Malhação: Viva a Diferença.

## Filmografia

### Televisão
| Ano  | Título                     | Personagem                  | Notas                                        |
| ---- | -------------------------- | --------------------------- | -------------------------------------------- |
| 2004 | Como uma Onda              | Esposa de Davi              |                                              |
| 2007 | Paraíso Tropical           | Priscila                    |                                              |
| 2008 | Faça Sua História          | Dinorá                      | Episódio: "Miss Garota Suburbana"            |
| 2008 | Faça Sua História          | Passageira                  | Episódio: "Álbum de Família"                 |
| 2009 | Malhação                   | Gerente da loja             | Episódios: "1–5 de março"                    |
| 2010 | Bem Simples                | Apresentadora               |                                              |
| 2010 | Viver a Vida               | Myrna                       |                                              |
| 2010 | Os Gozadores               | Janine                      |                                              |
| 2011 | Vidas em Jogo              | Roseli Farias Peixoto       |                                              |
| 2011 | Bicicleta e Melancia       | Carol                       |                                              |
| 2012 | A Grande Família           | Rosa                        | Episódio: "Eu sou Carrara, Floriano Carrara" |
| 2014 | As Canalhas                | Gabriela                    | Episódio: "Margô"                            |
| 2014 | Acerto de Contas           | Luana Bezerra               |                                              |
| 2014 | Em Família                 | Rafaela                     |                                              |
| 2014 | Refém                      | Jordana Dias                | Episódio: "O Início"                         |
| 2015 | Questão de Família         | Thaís Jordão                | Temporada 3                                  |
| 2015 | Totalmente Demais          | Maristela das Neves Barbosa |                                              |
| 2017 | Malhação: Viva a Diferença | Josefina Teixeira Ramos     |                                              |
| 2018 | Carcereiros                | Mona                        | [ 3 ]                                        |
| 2021 | Gênesis                    | Jamile                      |                                              |
| 2022 | As Seguidoras              | Hélia Mattos Pereira        |                                              |
| 2022 | Todas as Garotas em Mim    | Josefa                      |                                              |
| 2022 | Sob Pressão                | Diná                        | 3 episódios                                  |
| 2024 | Detetives do Prédio Azul   | Bruxa Zelda                 | Temporada 19                                 |

### Cinema
| Ano  | Título                               | Personagem | Notas          |
| ---- | ------------------------------------ | ---------- | -------------- |
| 2008 | Alice                                | Clara      | Curta-metragem |
| 2008 | Mãe                                  | Sílvia     | Curta-metragem |
| 2009 | Alguns Nomes do Impossível           |            | Curta-metragem |
| 2011 | Burning Bridges                      | Lola       | Curta-metragem |
| 2012 | As Aventuras de Agamenon, o Repórter |            |                |
| 2012 | A Novela das 8                       | Flávia     |                |
| 2013 | Crime no Rio                         | Anna       |                |
| 2015 | Loucas pra Casar                     | Beth       |                |
| 2017 | O Crime da Gávea                     | Fabiana    |                |
| 2019 | O Buscador                           | Adriana    |                |

## Teatro
| Ano     | Título                 | Papel |
| ------- | ---------------------- | ----- |
| 2007–11 | Pão com Mortadela      |       |
| 2012–15 | Razões Para Ser Bonita | Carla |

## Prêmios e Indicações
| Ano  | Premiação | Categoria                | Nomeações        | Resultado | Ref |
| ---- | --------- | ------------------------ | ---------------- | --------- | --- |
| 2017 | Cine PE   | Melhor Atriz Coadjuvante | O Crime da Gávea | Venceu    |     |

## Ligações Externas
- Aline Fanju. no IMDb.